# Dracy-le-Fort
Dracy-le-Fort is een gemeente in het Franse departement Saône-et-Loire (regio Bourgogne-Franche-Comté). De plaats maakt deel uit van het arrondissement Chalon-sur-Saône. Dracy-le-Fort telde op 1 januari 2022 1.471 inwoners.

## Geografie
De oppervlakte van Dracy-le-Fort bedroeg op 1 januari 2022 6,36 vierkante kilometer; de bevolkingsdichtheid was toen 231,3 inwoners per km².

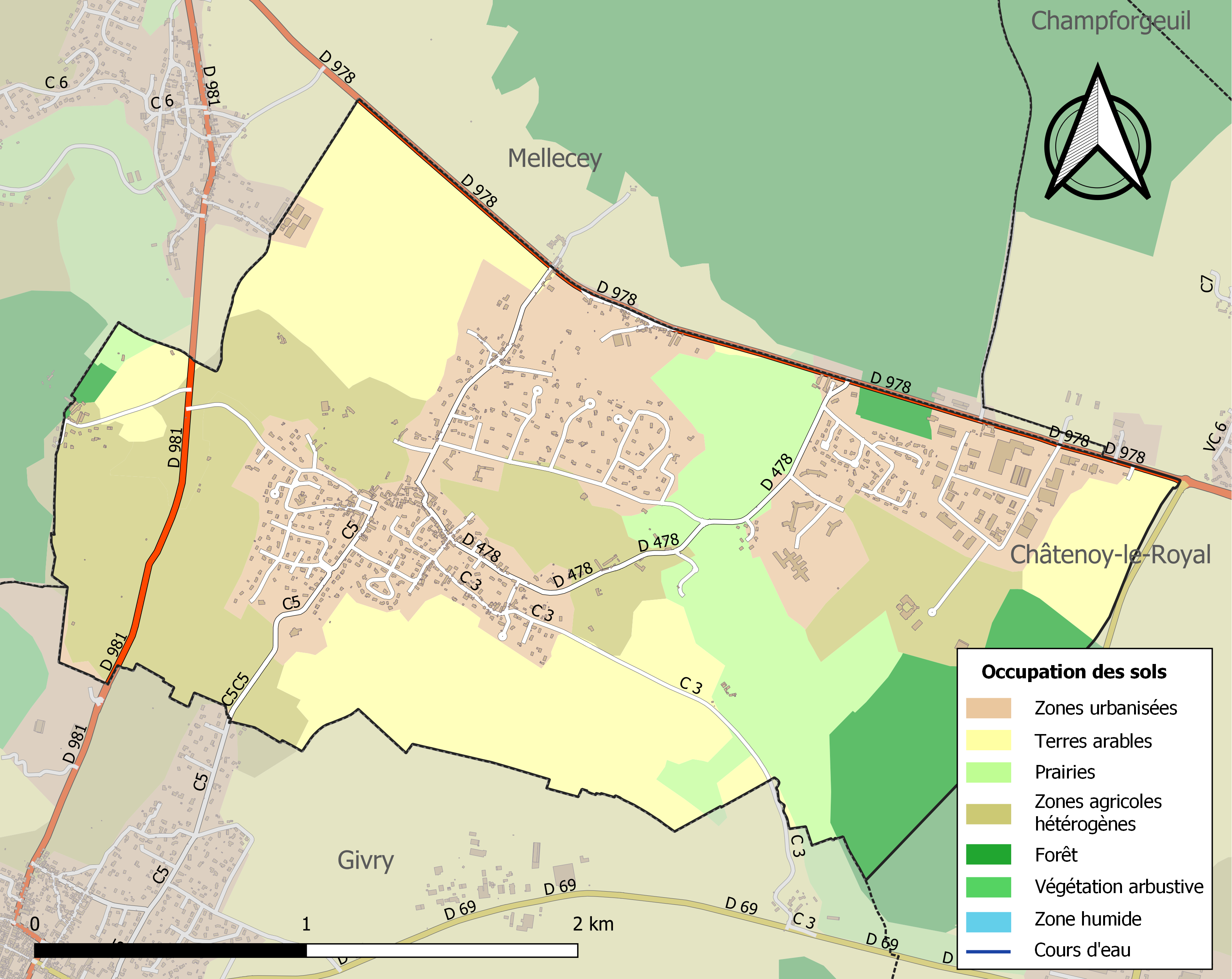
Kaart van de gemeente met de belangrijkste infrastructuur, bodemgebruik en omliggende gemeenten

## Demografie
Onderstaande figuur toont het verloop van het inwonertal (bron: INSEE-tellingen).